# 詹姆斯·斯坦纳德
詹姆斯·斯坦纳德（英語：James Stannard，1983年2月21日—），澳大利亚男子七人制橄榄球运动员。他曾代表澳大利亚参加2010年和2014年英联邦运动会七人制橄榄球比赛，获得一枚银牌和一枚铜牌。